# بارداستاون (کنتاکی)
بارداستاون (به انگلیسی: Bardstown) شهری در ایالت کنتاکی کشور ایالات متحده آمریکا است که جمعیت آن در سرشماری سال ۲۰۱۰ میلادی، ۱۱٬۷۰۰ نفر بوده‌است.